# Friedrich von Fürstenberg (Landdrost)
Friedrich von Fürstenberg-Herdringen (* 1. März 1576 auf Burg Bilstein; † 9. August 1646) war kurkölnischer (Land-)Droste im Herzogtum Westfalen, erblicher Pfandherr der Ämter Bilstein und Fredeburg sowie Grundbesitzer zu Herdringen und weiterer Besitzungen.

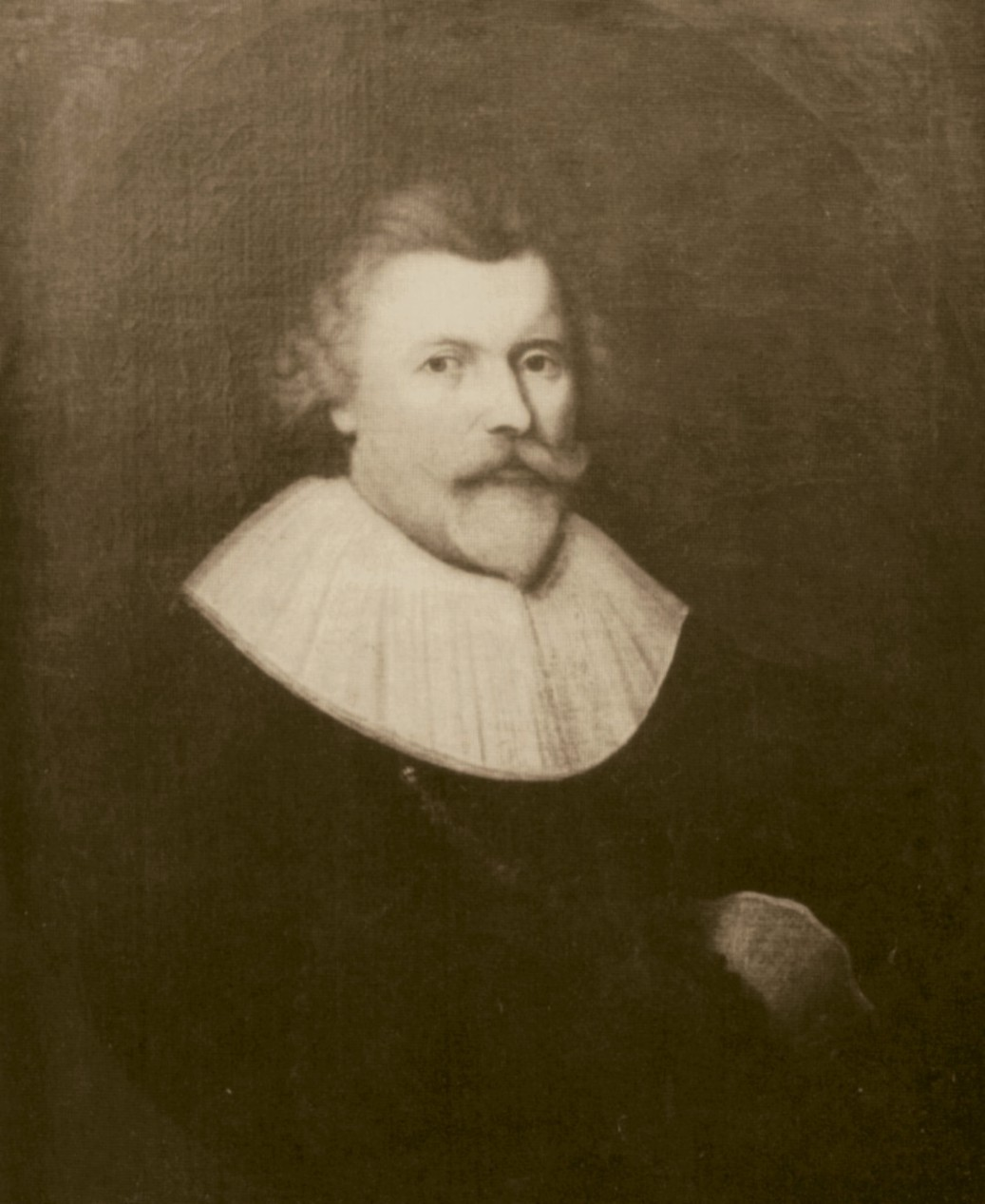
Friedrich von Fürstenberg

## Leben und Wirken
Friedrich war Sohn des Landdrosten Kaspar von Fürstenberg aus der westfälischen Familie von Fürstenberg und dessen Gemahlin Anna, geborene von Spiegel zu Peckelsheim. Zur Erziehung wurde er bereits mit acht Jahren auf das Jesuitenkolleg in Fulda gebracht. Ursprünglich war Friedrich für den geistlichen Stand vorgesehen, weswegen sich der Vater früh um geistliche Stellen und Pfründen bemühte. Bereits im Jahr 1584 erhielt Friedrich die ersten Weihen. Im Jahr 1587 wechselte Friedrich mit seinem Bruder Johann Gottfried nach Paderborn, wo sie von einem neuen Erzieher weiter unterrichtet wurden. Ein Jahr später gingen sie zusammen mit dem Lehrer zu weiteren Studien nach Trier. Im gleichen Jahr verschaffte ihm sein Vater die Pfründe eines Dechanten von Wormbach. Anschließend studierte Friedrich an der Universität in Köln. Bei Friedrich kamen während des Studiums Zweifel an seiner geistlichen Bestimmung. Dies führte 1596 zu heftigen Konflikten mit seinem Vater. Da der jüngere Bruder sich bereit erklärte in den geistlichen Stand überzutreten, konnte der Familienfrieden gerettet werden. Friedrich schloss 1600 seine juristischen Studien mit der Verteidigung seiner Examensarbeit „de practis“ ab.
Bereits im Jahr 1599 hatte ihn der Kurfürst Ernst von Bayern zum Drosten aller Ämter seines Vaters ernannt. Im Jahr 1602 hat auch Kurfürst Johann Adam von Bicken ihm die kurmainzerischen Ämter übertragen, die sein Vater zu seinen Gunsten aufgegeben hatte. Mit der Ernennung des neuen Mainzer Kurfürsten Johann Schweikhard von Cronberg führte von Fürstenberg als „geheimer Rat“ mehrere Gesandtschaften an, so 1605 nach Prag zur Begrüßung Kaiser Rudolf II., 1606 zum Landgrafen nach Hessen-Kassel, 1607 zum Reichstag nach Regensburg wo gleichzeitig sein Vater als Kölner Gesandter anwesend war.
Von seinem Vater bekam er 1607 neben den bereits überlassenen Ämtern Fritzlar und Naumburg die Ämter Waldenburg und Lenne sowie das Amt Bilstein, das Stammhaus Burg Waterlappe, das Vorwerk Hengstebeck und den Salzbrunnen zu Werl übertragen. Diese Übertragungen standen im Zusammenhang mit der Heirat Friedrichs mit Anne Maria von Kerpen im Jahr 1608, deren Vorbereitung allerdings mehrere Jahre dauerte. Mit dieser Frau hatte Fürstenberg 15 Kinder, von denen fünf verstarben. Von den sechs männlichen Nachkommen traten fünf in den geistlichen Stand ein. Unter diesen war der spätere Paderborner Fürstbischof Ferdinand, der Landkomtur Franz Wilhelm, der päpstliche Geheimkämmerer und Domdechant Wilhelm und der Dompropst Johann Adolf. Auch der gleichnamige Sohn Friedrich war zunächst Domherr, ehe er das Familienerbe übernahm. Später kamen zu seinem Besitz noch einige Renten und Besitzungen unter anderem die Hälfte der Weinberge bei Mainz hinzu. Von seinem Onkel dem Paderborner Fürstbischof Dietrich von Fürstenberg wurde ihm nach 1618 das Gut Herdringen geschenkt.
Mit Urkunde vom 1. Februar 1610 wurde er zum Oberamtmann des Amtes Königstein ernannt. Diese Funktion hatte er bis 1619 innen. Friedrich übernahm 1618 die verbliebenen Besitzungen seines verstorbenen Vaters im Herzogtum Westfalen. In diesem Zusammenhang wurde er zum westfälischen Rat und auch zum fürstlich paderbornischen Rat ernannt. Im Jahr 1619 nahm er als kurmainzischer Rat an der Kaiserwahl Ferdinand II. teil. Nach Aufgabe des Landdrostenamtes durch Wilhelm von Bayern im Jahr 1624 wurde Friedrich zu dessen Nachfolger als höchster kurfürstlicher Beamter im Herzogtum Westfalen ernannt. Als solcher war er Vertreter des Landesherren Kurfürst Ferdinand von Bayern.
Von Fürstenberg gilt als einer der maßgeblichen Verantwortlichen für die Hexenverfolgung im Herzogtum Westfalen. Da die Familie Fürstenberg das eigentlich landesherrliche Amt Fredeburg als Pfandbesitz innehatte, konnte er dort wie auch in seinem Patrimonialgericht Oberkirchen Hexenverfolgungen in eigenem Namen in Gang setzen. Daneben wurden auf Betreiben des Kurfürsten und des Landdrosten aber auch offizielle Hexenkommissionen aktiv.

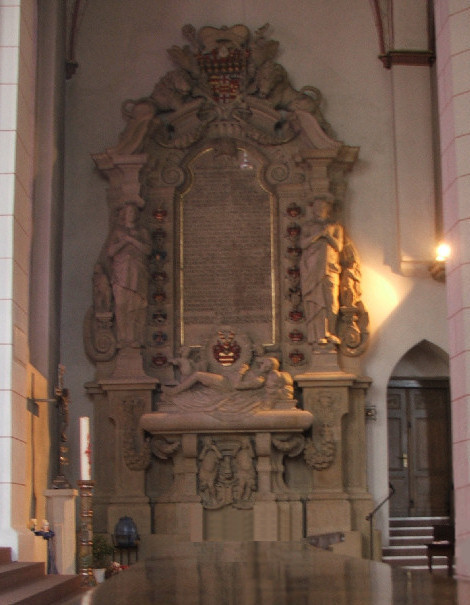
Barockes Hochgrab Friedrich von Fürstenbergs in der Kirche des Stifts Wedinghausen in Arnsberg

Friedrich von Fürstenbergs Amtszeit fällt in die Zeit des Dreißigjährigen Krieges. Von Fürstenberg versuchte in Verhandlungen mit dem Landgrafen von Hessen vergeblich, die Räumung des Herzogtums Westfalens von hessischen Truppen zu erreichen. Stattdessen wurde Friedrich 1637 bei Meschede von den Hessen gefangen genommen und in Lippstadt interniert. Ein Schutzbrief des schwedischen Kanzlers Axel Freiherr von Oxenstierna hatte dabei keinen Schutz geboten. Erst ein Jahr später wurde er befreit. Da sich von Fürstenberg nach seiner Gefangennahme im Herzogtum Westfalen nicht mehr sicher fühlte, hielt er sich überwiegend in der Bonner Residenz des Kurfürsten auf und wurde dessen Berater in politischen Fragen. Nach dem Tod seiner Frau am 15. März 1646 trat er von seinem Amt zurück und starb wenige Monate später in Bonn.
Zu seinem Gedenken ließ sein Sohn Ferdinand von Fürstenberg, Fürstbischof von Paderborn und Münster, dem Vater in der Klosterkirche des Stifts Wedinghausen ein monumentales Grabmal errichten. Darauf befindet sich eine von Ferdinand wahrscheinlich selbst verfasste Inschrift: „Auf Tugend und Wissen verwendete er schon früh große Sorgfalt. Beide vermehrte er da, wo viele sie verlieren: an den Höfen der Fürsten. Daher wurden von ihm gelehrte und gottesfürchtige Männer so hoch geschätzt, daher stand er selbst bei gelehrten und gottesfürchtigen Männern in so großen Ansehen.“.
Neben Ferdinand hatten er und seine Frau Anna, geb. von Kerpen, noch 15 weitere Kinder, von denen die meisten im Kindesalter starben einige aber hohe und höchste Ämter innehatten:
1. Anna Ursula (geboren und gestorben 1609)
2. Maria Katharina (* 28. Januar 1611) heiratete Jörg Christoph Freiherr von Haslang
3. Anna Barbara (* 1612), Kapuzinerin
4. Ursula (* 17. Juni 1614; † 30. Juni 1667), Dekanin im Stift Heerse
5. Dietrich Kaspar (* 9. März 1615), Domherr zu Mainz, Speyer und Kanoniker zu St. Alban
6. Friedrich von Fürstenberg (1618–1662)
7. Ottilia, heiratete 1643 Bernhard von Plettenberg zu Lehnhausen
8. Johann (gestorben als Kind)
9. Hans Gottfried (* 1622, gestorben als Kind)
10. Anna Wilhelma (1620–1624)
11. Wilhelm von Fürstenberg (1623–1699)
12. Ferdinand von Fürstenberg (1626–1683)
13. Franz Wilhelm von Fürstenberg (* 29. September 1628; † 2. September 1688), Deutschordensritter, Landkomtur in Westfalen zu Brackel
14. Johann Adolph (* 16. März 1631; † 14. April 1704), Dompropst zu Paderborn, Domherr zu Hildesheim und Münster
15. Anna Helene (gestorben als Kind)
16. Anna (gestorben als Kind)